# The Falconer of God, and Other Poems
The Falconer of God, and Other Poems – tomik wierszy amerykańskiego poety Williama Rose’a Benéta (brata Stephena Vincenta Benéta), późniejszego laureata Nagrody Pulitzera, opublikowany w 1914.